# Trenton (Illinois)
Trenton és una població dels Estats Units a l'estat d'Illinois. Segons el cens del 2000 tenia 2.610 habitants.

## Demografia
Segons el cens del 2000, Trenton tenia 2.610 habitants, 1.049 habitatges, i 735 famílies. La densitat de població era de 1.028,3 habitants/km².
Dels 1.049 habitatges en un 32,5% hi vivien nens de menys de 18 anys, en un 59% hi vivien parelles casades, en un 7,8% dones solteres, i en un 29,9% no eren unitats familiars. En el 26,6% dels habitatges hi vivien persones soles el 15,3% de les quals corresponia a persones de 65 anys o més que vivien soles. El nombre mitjà de persones vivint en cada habitatge era de 2,47 i el nombre mitjà de persones que vivien en cada família era de 3,01.
Per edats la població es repartia de la següent manera: un 24,8% tenia menys de 18 anys, un 7,9% entre 18 i 24, un 27,4% entre 25 i 44, un 23% de 45 a 60 i un 16,9% 65 anys o més.
L'edat mediana era de 38 anys. Per cada 100 dones de 18 o més anys hi havia 89,5 homes.
La renda mediana per habitatge era de 48.095 $ i la renda mediana per família de 56.190 $. Els homes tenien una renda mediana de 40.568 $ mentre que les dones 25.219 $. La renda per capita de la població era de 21.393 $. Aproximadament el 4,6% de les famílies i el 6,2% de la població estaven per davall del llindar de pobresa.

## Poblacions més properes
El següent diagrama mostra les poblacions més properes.